# Graham Bond
Graham Bond (születési neve: Graham John Clifton Bond) (Romford, Havering kerület,  1937. október 28. – Észak-London, Finsbury Park Station metróállomás, 1974. május 8.) angol énekes, orgonista, szaxofonos. Ő volt az atyja az angol rhytm & blues-nak. Valószínűleg ő volt az első angol zenész, aki Hammond orgonát, Leslie hangszórót és mellotront használt.

## Életpályája
Graham Bond a kelet-londoni Royal Liberty School-ban tanult. Először a Don Rendell Quintett-ben volt jazz-szaxofonos, majd egy rövid ideig Alexis Korner Blues Incorporated-jében játszott, itt Cyril Daviest pótolta. Ezt követte a The Graham Bond Organisation (GBO): Graham Bond – billentyűs hangszerek, Jack Bruce – basszusgitár, Ginger Baker–dobok és Dick Heckstall-Smith–szaxofon. A zenekar 4 albumot adott ki 1963-1966 között. Jack Bruce és Ginger Baker távozása után Jon Hiseman (született Philip John Hiseman) dobos csatlakozott az együtteshez.
Egy rövid ideig a zenekar tagja volt John McLaughlin fusion-gitáros is, akit néha Neil Hubbard pótolt. A zenekar munkássága megosztotta a közönséget: a zenéjük a dzsessz-kedvelőknek túl hangos és rockos volt,  a popzenét szeretőknek pedig túl bonyolult.
Graham Bond fizikai és mentális állapota fokozatosan romlott. Bipoláris személyiségzavarban szenvedett, szélsőséges hangulatingadozásai voltak. 1967-ben a zenekar feloszlott.
A feloszlást követően Bond az Amerikai Egyesült Államokba utazott, ahol Pulsar kiadónál felvette a Love is the Law és a The Mighty Graham Bond című LP-ket.
Miután visszatért Angliába, feleségül vette a mágiához vonzódó Diane Stewart énekesnőt, akivel megalakította a Magnus nevű együttest. A házasság és a zenekar egyaránt rövid életű volt. 1973-ban Bond idegösszeroppanást szenvedett és kórházba került.
1974. május 8-án Graham Bond a londoni Finsbury Park metróállomásán a kerekek alá esett, halálos balesetet szenvedett. Halálának körülményei a mai napig tisztázatlanok. Mindössze 36 évet élt.

## Diszkográfia
- 1961 Roarin' with Don Rendell (Jazz)
- 1964 Live at Klooks Kleek
- 1965 The Sound of 65
- 1965 There's a Bond Between Us
- 1969 Love Is the Law
- 1969 Mighty Grahame Bond
- 1970 Solid Bond
- 1970 Holy Magick
- 1971 Bond in America
- 1971 We Put Our Magick on You
- 1972 This Is Graham Bond
- 1972 Two Heads Are Better Than One (with Pete Brown)

## Fordítás
- Ez a szócikk részben vagy egészben  a   Graham Bond című angol Wikipédia-szócikk fordításán alapul.  Az eredeti cikk szerkesztőit annak laptörténete sorolja fel. Ez a jelzés csupán a megfogalmazás eredetét és a szerzői jogokat jelzi, nem szolgál a cikkben szereplő információk forrásmegjelöléseként.